# Morosphaeria
Morosphaeria is een geslacht van schimmels behorend tot de familie Morosphaeriaceae. De typesoort is Morosphaeria velatispora.

## Soorten
Volgens Index Fungorum telt het geslacht drie soorten (peildatum april 2022):
| Soortnaam                  | Auteur(s)                                                        | Publicatiejaar |
| -------------------------- | ---------------------------------------------------------------- | -------------- |
| Morosphaeria muthupetensis | Devadatha, V.V. Sarma & E.B.G. Jones                             | 2018           |
| Morosphaeria ramunculicola | (K.D. Hyde) Suetrong, Sakay., E.B.G. Jones & C.L. Schoch         | 2009           |
| Morosphaeria velatispora   | (K.D. Hyde & Borse) Suetrong, Sakay., E.B.G. Jones & C.L. Schoch | 2009           |